# Naevius (araña)
Naevius es un género de arañas araneomorfas de la familia Amaurobiidae. Se encuentra en Sudamérica.

## Especies
Según The World Spider Catalog 12.0:
- Naevius calilegua Compagnucci & Ramírez, 2000
- Naevius manu Brescovit & Bonaldo, 1996
- Naevius varius (Keyserling, 1879)
- Naevius zongo Brescovit & Bonaldo, 1996